# Lista de apresentadores de Blue Peter

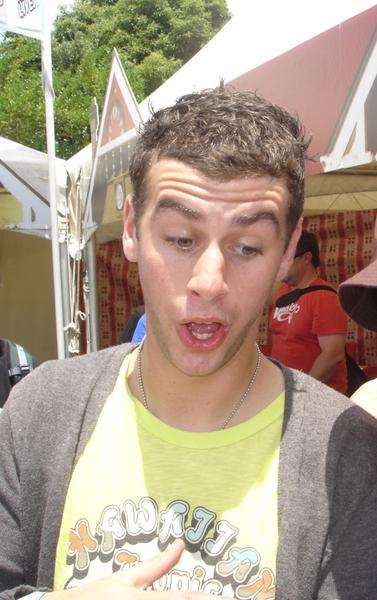
Joel Defries, o atual apresentador do Blue Peter

Este anexo lista os apresentadores de Blue Peter. O Blue Peter é um programa de televisão infantil transmitido no Reino Unido, tendo sido criado por John Hunter Blair em 16 de outubro de 1958. O programa é conhecido como o mais longo programa infantil da história, e também um dos maiores em qualquer categoria no mundo. Os primeiros apresentadores do Blue Peter foram Christopher Trace e Leila Williams e os atuais são Helen Skelton e Joel Defries.

## Apresentadores

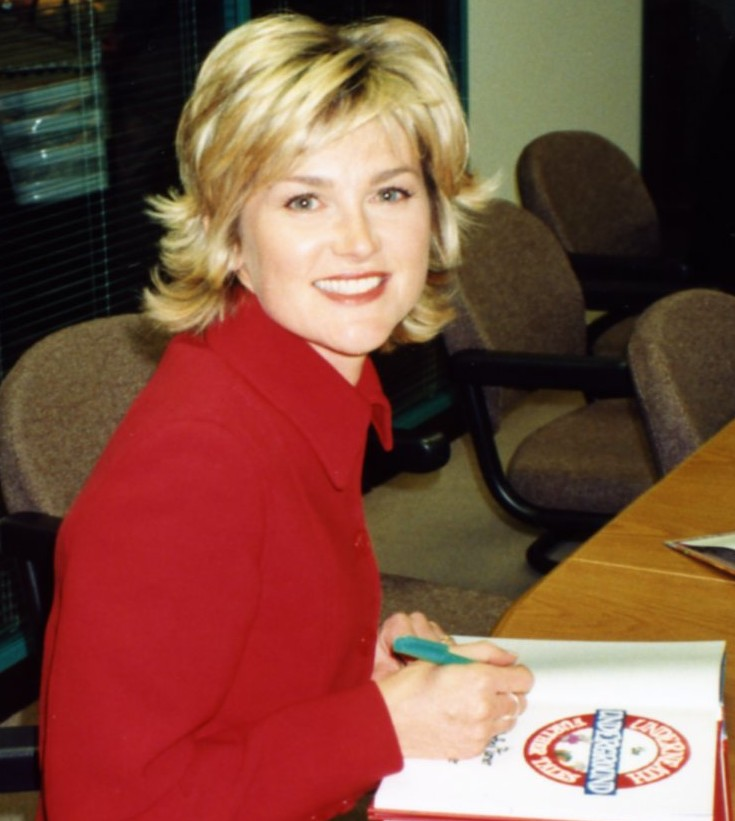
Anthea Turner foi a 20ª apresentadora do Blue Peter, entre 1992–1994.

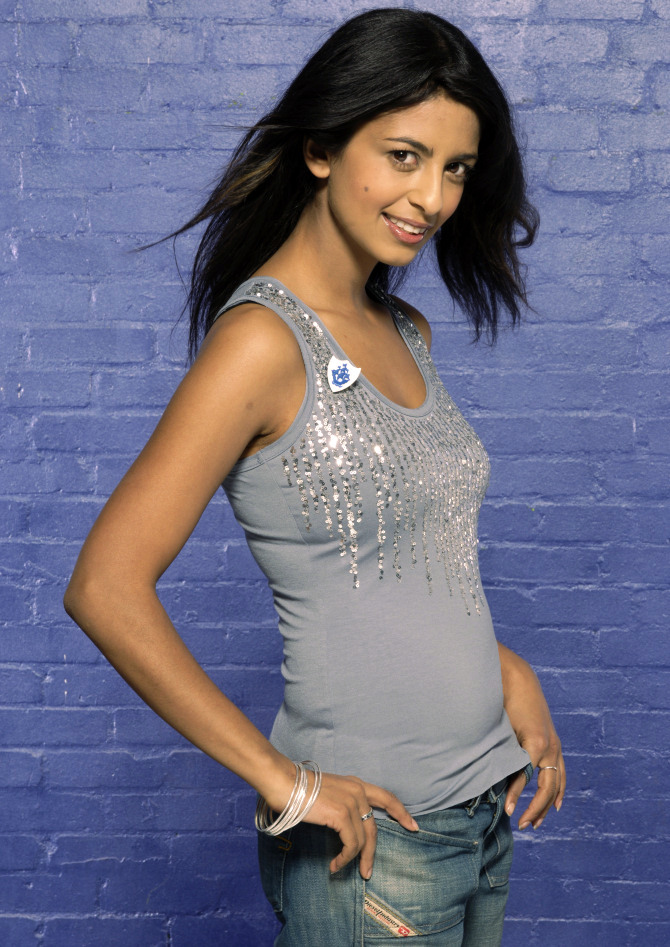
Konnie Huq, a 26º apresentadora, foi a mulher que mais apresentou o programa, entre 1997–2008.

| #  | Apresentador(a)                 | Início                  | Fim                     | Duração   | Ref           |
| -- | ------------------------------- | ----------------------- | ----------------------- | --------- | ------------- |
| 1  | Christopher Trace               | 16 de Outubro de 1958   | 24 de Julho de 1967     | 3204 dias | [ 2 ]         |
| 2  | Leila Williams                  | 16 de Outubro de 1958   | 8 de Janeiro de 1962    | 1181 dias | [ 3 ]         |
| 3  | Anita West                      | 7 de Maio de 1962       | 3 de Setembro de 1962   | 120 dias  | [ 4 ]         |
| 4  | Valerie Singleton               | 3 de Setembro de 1962   | 3 de Julho de 1972      | 3592 dias | [ 5 ]         |
| 5  | John Noakes                     | 30 de Dezembro de 1965  | 26 de Junho de 1978     | 4562 dias | [ 6 ]         |
| 6  | Peter Purves                    | 16 de Novembro de 1967  | 23 de Março de 1978     | 3781 dias | [ 7 ]         |
| 7  | Lesley Judd                     | 5 de Maio de 1972       | 12 de Abril de 1979     | 2534 dias | [ 8 ]         |
| 8  | Simon Groom                     | 15 de Maio de 1978      | 23 de Junho de 1986     | 2962 dias | [ 9 ]         |
| 9  | Christopher Wenner              | 14 de Setembro de 1978  | 23 de Junho de 1980     | 649 dias  | [ 10 ]        |
| 10 | Tina Heath                      | 5 de Abril de 1979      | 23 de Junho de 1980     | 450 dias  | [ 11 ]        |
| 11 | Sarah Greene                    | 19 de Maio de 1980      | 27 de Junho de 1983     | 1135 dias | [ 12 ]        |
| 12 | Peter Duncan                    | 11 de Setembro de 1980  | 18 de Junho de 1984     | 1337 dias | [ 13 ]        |
| 13 | Janet Ellis                     | 28 de Abril de 1983     | 29 de Junho de 1987     | 1524 dias | [ 14 ]        |
| 14 | Michael Sundin                  | 13 de Setembro de 1984  | 24 de Junho de 1985     | 285 dias  | [ 15 ]        |
| —  | Peter Duncan                    | 9 de Setembro de 1985   | 27 de Novembro de 1986  | 445 dias  | [ 13 ]        |
| 15 | Mark Curry                      | 23 de Junho de 1986     | 26 de Junho de 1989     | 1100 dias | [ 16 ]        |
| 16 | Caron Keating                   | 13 de Novembro de 1986  | 22 de Janeiro de 1990   | 1167 dias | [ 17 ]        |
| 17 | Yvette Fielding                 | 29 de Junho de 1987     | 29 de Junho de 1992     | 1828 dias | [ 18 ]        |
| 18 | John Leslie                     | 20 de Abril de 1989     | 20 de Janeiro de 1994   | 1737 dias | [ 19 ]        |
| 19 | Diane-Louise Jordan             | 25 de Janeiro de 1990   | 26 de Fevereiro de 1996 | 2224 dias | [ 20 ]        |
| 20 | Anthea Turner                   | 14 de Setembro de 1992  | 27 de Junho de 1994     | 652 dias  | [ 21 ]        |
| 21 | Tim Vincent                     | 16 de Dezembro de 1993  | 24 de Janeiro de 1997   | 1136 dias | [ 22 ]        |
| 22 | Stuart Miles                    | 27 de Junho de 1994     | 21 de Junho de 1999     | 1821 dias | [ 23 ]        |
| 23 | Katy Hill                       | 23 de Junho de 1995     | 19 de Junho de 2000     | 1824 dias | [ 24 ]        |
| 24 | Romana D'Annunzio               | 1 de Março de 1996      | 20 de Fevereiro de 1998 | 722 dias  | [ 25 ]        |
| 25 | Richard Bacon                   | 21 de Fevereiro de 1997 | 19 de Outubro de 1998   | 606 dias  | [ 26 ]        |
| 26 | Konnie Huq                      | 1 de Dezembro de 1997   | 23 de Janeiro de 2008   | 3706 dias | [ 27 ] [ 28 ] |
| 27 | Simon Thomas                    | 8 de Janeiro de 1999    | 25 de Abril de 2005     | 2300 dias | [ 29 ]        |
| 28 | Matt Baker (apresentador de TV) | 25 de Junho de 1999     | 26 de Junho de 2006     | 2559 dias | [ 30 ]        |
| 29 | Liz Barker                      | 23 de Junho de 2000     | 10 de Abril de 2006     | 2118 dias | [ 31 ] [ 32 ] |
| 30 | Zöe Salmon                      | 23 de Dezembro de 2004  | 25 de Junho de 2008     | 1281 dias | [ 33 ] [ 34 ] |
| 31 | Gethin Jones                    | 27 de Abril de 2005     | 25 de Junho de 2008     | 1156 dias | [ 35 ] [ 36 ] |
| 32 | Andy Akinwolere                 | 28 de Junho de 2006     | Presente                | 6835 dias | [ 37 ]        |
| 33 | Helen Skelton                   | 23 de Setembro de 2008  | Presente                | 6017 dias | [ 38 ]        |
| 34 | Joel Defries                    | 23 de Setembro de 2008  | Presente                | 6017 dias | [ 39 ]        |